# Rana Niejta

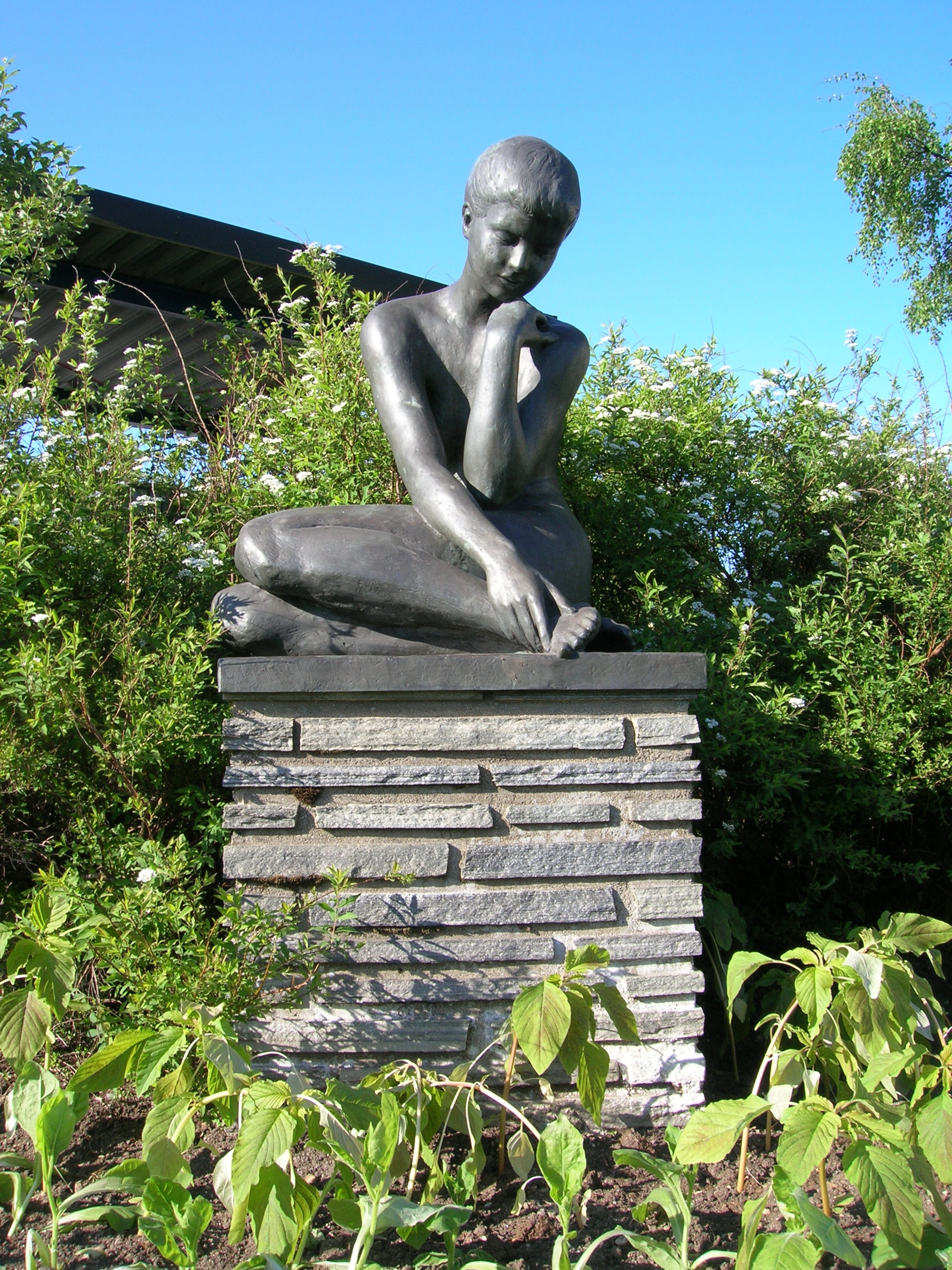
Skulptur av Rana Niejta i Mo i Rana i Norge.

Rana Niejta, även kallad Radien-neide, var en gudom i samisk religion. Hon var vårens gudinna och associerades med vårens fruktbarhet och allt som hörde till denna. 
Hon var dotter till Rádienáhttje och Rádienáhkká och syster till Raediengiedte.